# Сесники
Се́сники (эст. Sesniki), ранее также Ше́шникова, Со́шники, Шешнико́во (эст. Šesnikovo), Се́стники (эст. Sestniki) и Се́снику (эст. Sesniku) — деревня в волости Сетомаа уезда Вырумаа, Эстония. На диалекте сету также Сеснига. Исторически относится к нулку Тсятски.
До административной реформы местных самоуправлений Эстонии 2017 года деревня входила в состав волости Вярска уезда Пылвамаа.

## География и описание
Расположена в 41 километре к востоку от уездного центра — города Выру — и в 8 километрах к юго-востоку от волостного центра — города Вярска. Высота над уровнем моря — 46 метров.
Состоит из двух частей: Алаотс (эст. Alaots) и Перякопли (эст. Peräkopli).
На северо-востоке деревня граничит с Россией. На юго-востоке деревни протекает река Пиуза. В восточной  части деревни проходит дорога Вярска—Улитина. У этой дороги между деревнями Сесники и Лутепяэ находится Саатсеский сапог.
Западная и центральная часть территории деревни относится к природному парку Мустоя. В границах этой зоны, в северо-западном углу деревни находится Гора убитых (эст. Tapetute mägi, Tapõdumägi), где во время немецкой оккупации, в 1941 году, были захоронены расстрелянные фашистами коммунисты.
Климат переходный от морского к континентальному. Официальный язык — эстонский. Почтовый индекс — 64023.

## Население
По данным переписи населения 2021 года, в Сесники насчитывалось 11 жителей, все — эстонцы.
По данным переписи населения 2011 года, в деревне проживали 18 человек, все — эстонцы (сету в перечне национальностей выделены не были).
Численность населения деревни Сесники по данным переписей населения СССР и Департамента статистики Эстонии:
| Год  | 1959 | 1970 | 1979 | 1989 | 2000 | 2011 | 2017 | 2018 | 2019 | 2020 | 2021 |
| ---- | ---- | ---- | ---- | ---- | ---- | ---- | ---- | ---- | ---- | ---- | ---- |
| Чел. | 108  | ↘ 79 | ↘ 42 | ↘ 29 | ↘ 27 | ↘ 18 | ↘ 16 | ↗ 17 | → 17 | ↘ 16 | ↘ 11 |

## История
В письменных источниках 1652 года упоминалось Шешниково, прим. 1790 года — Щетникова, 1882 года — Шешникова, 1903 года — Sesnika, Сешниковa, 1904 года — Sestniki, Шешнико́во, 1923 года — Šesnikovo, 1937 года — Sesniku, 1975 года — Sestniku.
На военно-топографических картах Российской империи (1846–1880 годы), в состав которой входила Лифляндская губерния, деревня обозначена как Сошники.
В XIX веке деревня входила в общину Городище и относилась к приходу Вярска.

## Происхождение топонима
Основа топонима неизвестна, в письменных источниках чередуются буквы С и Ш (эст. S, Š). Для старинных псковских диалектов такое чередование характерно, это также считается характерным для кривичей. По мнению исследователя печорских диалектов С. Глуcкиной, топоним является субстратом, который сохранился при посредстве балтийских племён. Описанное чередование звуков в сетуских топонимах встречается очень часто. Эстонский этнограф и языковед Юри Труусманн считал основой топонима древнерусское слово «шешо́к» (хорёк), заимствованное прибалтами (согласно Труусманну, в латышском языке это — «сескс» (латыш. sesks), в литовском — «шешкас» (лит. šeškas).

## Галерея

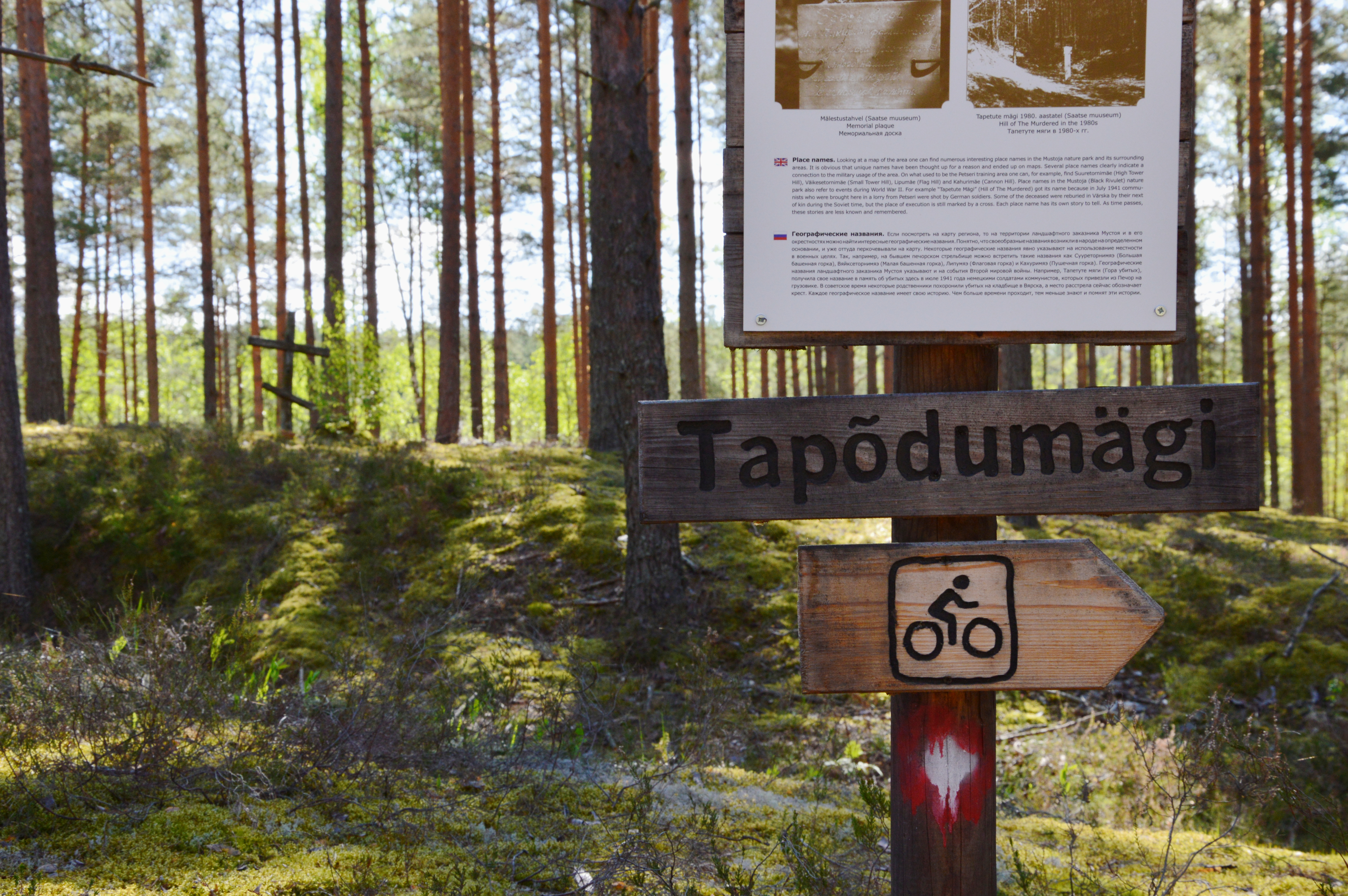
«Гора убитых» в деревне Сесники
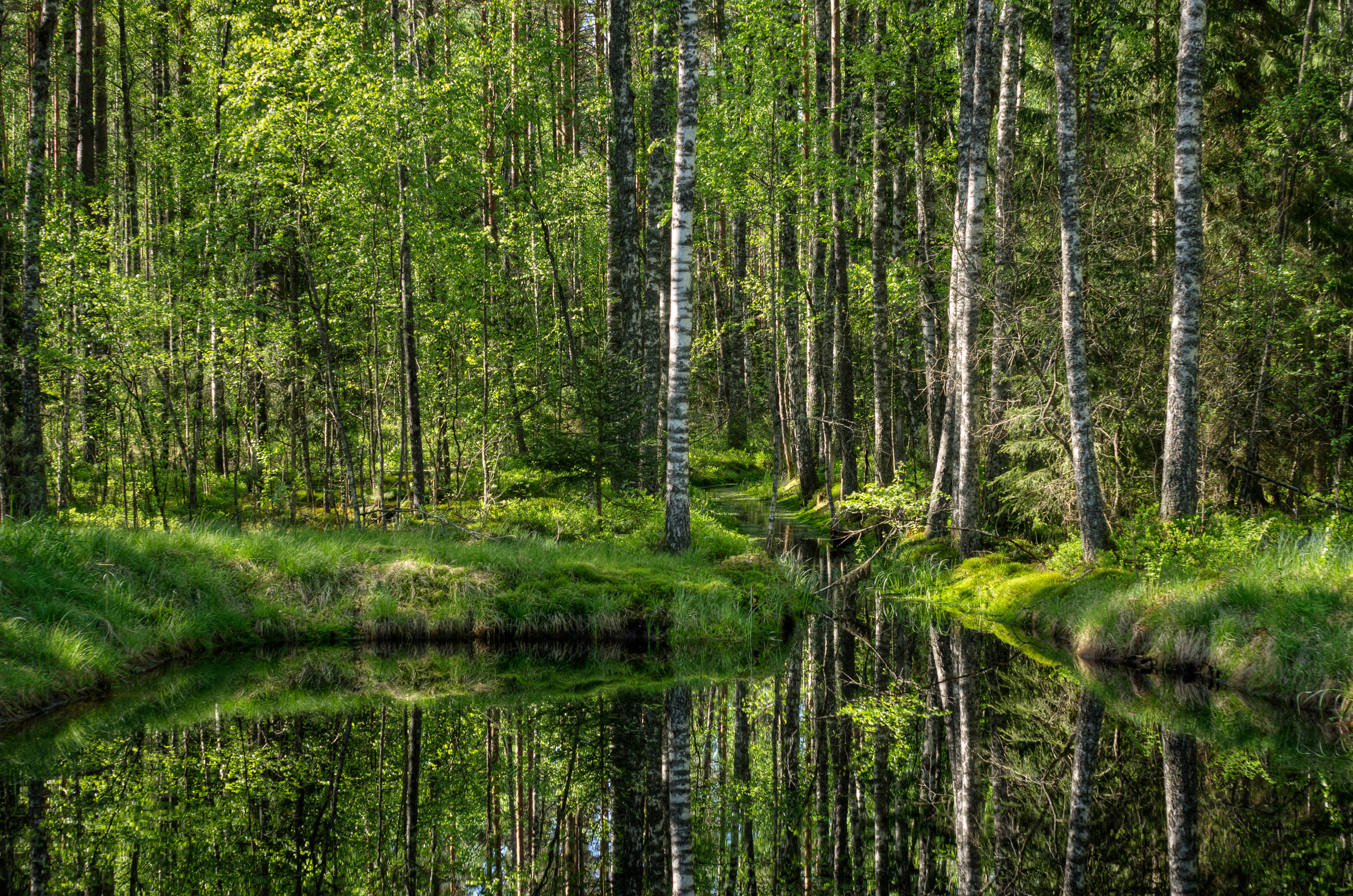
В природном парке Мустоя

## Комментарии
1. ↑  Эстонские топонимы, оканчивающиеся на -а, не склоняются и не имеют женского рода (исключение — Нарва)[8].